# چاه حاجی
چاه حاجی، روستایی در دهستان حومه بخش چاه مرید شهرستان کهنوج در استان کرمان ایران است. این روستا، مرکز دهستان حومه است.

## جمعیت
بر پایه سرشماری عمومی نفوس و مسکن در سال ۱۳۹۵، جمعیت این روستا برابر با ۶۹۲ نفر (۲۱۲ خانوار) بوده‌است.